# Ožegovice
Ožegovice este un sat din comuna Cetinje, Muntenegru. Conform datelor de la recensământul din 2003, localitatea are 11 locuitori (la recensământul din 1991 erau 21 de locuitori).

## Demografie
În satul Ožegovice locuiesc 9 persoane adulte, iar vârsta medie a populației este de 48,0 de ani (46,3 la bărbați și 49,9 la femei). În localitate sunt 4 gospodării, iar numărul mediu de membri în gospodărie este de 2,75.
|  |

| Demografie | Demografie | Demografie |
| An         | Locuitori  | Locuitori  |
| ---------- | ---------- | ---------- |
|            |            |            |
|            |            |            |
|            |            |            |
|            |            |            |
| 1948       | 114        |            |
| 1953       | 117        |            |
| 1961       | 102        |            |
| 1971       | 83         |            |
| 1981       | 42         |            |
| 1991       | 21         | 21         |
| 2003       | 11         | 11         |

| \| Componența etnică conform recensământului din 2003[2] \| Componența etnică conform recensământului din 2003[2] \| Componența etnică conform recensământului din 2003[2] \| Componența etnică conform recensământului din 2003[2] \| Componența etnică conform recensământului din 2003[2] \| \| ----------------------------------------------------- \| ----------------------------------------------------- \| ----------------------------------------------------- \| ----------------------------------------------------- \| ----------------------------------------------------- \| \| \| \| \| \| \| \| Muntenegreni \| Muntenegreni \| \| 10 \| 90,9% \| \| necunoscută \| necunoscută \| \| 0 \| 0% \| |              |  |    |       |
| Componența etnică conform recensământului din 2003 |              |  |    |       |
| |              |  |    |       |
| Muntenegreni | Muntenegreni |  | 10 | 90,9% |
| necunoscută | necunoscută  |  | 0  | 0%    |